# سیدی عبدالواحد
سیدی عبدالواحد (به عربی: سیدی عبد الواحد) یک منطقهٔ مسکونی در لیبی است که در استان جبل‌الاخضر واقع شده‌است.